# Creolestes keiseri
Creolestes keiseri är en tvåvingeart som först beskrevs av Carrera och Nelson Papavero 1965.  Creolestes keiseri ingår i släktet Creolestes och familjen rovflugor. Inga underarter finns listade i Catalogue of Life.